# 小鰭尾鯙
小鰭尾鯙，輻鰭魚綱鰻鱺目鯙亞目鯙科的其中一種，分布於印度太平洋區，從東非至薩摩亞群島，北起日本南部，南迄澳洲大堡礁海域，棲息深度1-20公尺，體長可達30公分，為底棲性魚類，生活在礫石底質礁石區，屬肉食性，以甲殼類及魚類為食。

## 擴展閱讀
維基物種上的相關：小鰭尾鯙